# Ренцо Барбера (стадион)
«Ренцо Барбера» (итал. Stadio Renzo Barbera) — стадион в Палермо, домашняя арена футбольного клуба «Палермо». Современная вместимость — 37 000 зрителей.

## История
Стадион был открыт 24 января 1932 года и до 1936 года назывался «Литторио» в честь фашистского режима, после чего был назван «Мичеле Марроне» в честь солдата, убитого в Испанскую гражданскую войну. После Второй мировой войны стадион получил название «Ла Фаворита».
В 1980-х «Ла Фаворита» был выбран одним из стадионов для проведения футбольного чемпионата мира 1990 года. В 1989 году он был реконструирован, над центральной трибуной построен козырёк.
В мае 2002 года скончался Ренцо Барбера, руководитель «Палермо», и 18 сентября того же года стадион получил современное название в его честь.